# Rue Monseigneur-Lavarenne
La rue Monseigneur-Lavarenne est une rue située dans le 5e arrondissement de Lyon. Elle porte le nom de Joseph Lavarenne.

## Localisation et accès
Elle fait la jonction entre la place Benoît-Crépu et l'avenue Adolphe-Max, dans le Vieux Lyon. Elle a fait l'objet de travaux pour l'aménagement d'un accès au nouveau parking souterrain du quartier Saint-Georges, sous la place Benoît-Crépu.

## Histoire
Durant les travaux d'aménagement du parking, on a procédé à des fouilles archéologiques. On y a trouvé différentes traces d'habitations, depuis la seconde moitié du Ier siècle jusqu'au Moyen Âge. On y a notamment découvert une porte appartenant à l'enceinte canoniale qui entourait, au Moyen Âge, les bâtiments appartenant à l'évêché, et dont on ne connaissait pas le tracé exact dans cette zone.
La rue a changé plusieurs fois de noms. À l'origine, elle s'appelait rue Taverny, de la Pierre Percée ou des Prêtres. Rebaptisée rue de Riard en 1893, elle redevient rue des Prêtres vers 1800. Son nom actuel lui a été attribué par la délibération du conseil municipal du 24 juillet 1950 en hommage à Monseigneur Lavarenne, né le 25 septembre 1885 dans le 5e arrondissement de Lyon et mort le 14 novembre 1949 dans le 7e arrondissement, qui fut président du Conseil lyonnais de la Propagation de la foi et vice-président des Amis de Lyon et de Guignol.